# Apocalipsis (personaje)
Apocalipsis (En Sabah Nur) es un supervillano egipcio que aparece en los cómics publicados por Marvel Comics. Él es uno de los primeros mutantes del mundo, al comienzo era el villano principal del equipo X-Factor original, luego se convirtió en el enemigo de los X-Men y los equipos relacionados con este en sus spin-offs. Creado por la escritora Louise Simonson y el artista Jackson Guice, Apocalipsis apareció por primera vez en X-Factor #5 publicado en 1986.
Desde su debut en la Era Moderna de los Cómics, el personaje ha aparecido en varios títulos de X-Men, incluyendo spin-offs y varias series limitadas. El personaje también ha aparecido en series animadas de televisión, juguetes, tarjetas coleccionables, y videojuegos. Oscar Isaac retrató al villano en la película X-Men: Apocalipsis de 2016.

## Historia de publicación
Mientras escribía los primeros cinco números de X-Factor, Bob Layton dejó entrever las insinuaciones de un villano que opera detrás de escena y liderando la Alianza del Mal (mencionado en X-Factor #4, mayo de 1986). Layton intentó revelar a este personaje como el villano de Daredevil, el Búho en la página final de X-Factor #5. Sin embargo, Layton dejó los guiones después de escribir este número y fue reemplazado por la escritora Louise Simonson. El editor Bob Harras dijo que el personaje surgió debido a la necesidad de contar historias: “Todo lo que le había comunicado a Louise era mi deseo de que se presentara un personaje de primera clase de nivel A. Quería un villano de nivel Magneto que aumentara las apuestas y le diera al equipo X-Factor una razón para existir”.
En una entrevista de 2011 con The Philadelphia Inquirer, explicó que cuando se creó la serie X-Factor, los cinco X-Men originales fueron sacados del ámbito de Chris Claremont, quien estaba escribiendo The Uncanny X-Men. Sin embargo, Simonson sintió que la serie necesita un archienemigo, o lo que Simonson llamó "un villano grande y malo", y concibió a Apocalipsis.
Harras también comentó, “Tan pronto como vi el boceto de Walter [Simonson] y escuché que Louise lo tomaba, sabía que teníamos al personaje que quería. Jackson [Guice] rediseñó la página, parcheando en el lugar del fantasma de Apocalipsis donde estaba el Búho. Pero la génesis fue claramente la de Walt y Weezie”. Guice admitió que tenía dificultades para recordar los detalles detrás del redibujo de la última página del número 5: “Lo mejor que puedo recordar ahora es el haber puesto sus miradas bastante bien juntas justo en la página del lápiz —simplemente agregando fragmentos de vestuario comercial que indicaban su verdadera apariencia cuando eventualmente lo viéramos en plena revelación. No creo que hubiera un boceto de personaje hecho para él en ese momento— Planeé darle sentido a todo esto más tarde, pero para entonces ya no estaba y otros tenían esa preocupación”. La silueta de Apocalipsis en el número 5 no coincide con su apariencia completa en el número 6, lo que sugiere la posibilidad de que Guice estuviera usando el boceto de Simonson como referencia para el número 6 pero antes no tenía acceso, viéndose en la necesidad de presentar su propio diseño para el número 5. El mismo Walter Simonson ha minimizado su participación en la creación del personaje, diciendo que Guice fue responsable de crear el diseño y que él [Simonson] simplemente lo modificó más tarde: “Yo no co-cree a Apocalipsis. Sin embargo, desearía haberlo hecho. Louise Simonson y Jackson Guice lo crearon. Apareció en algunos paneles al final de uno de los últimos X-Factor de Jackson, así que soy el primer artista en usarlo extensamente en historias. Y de alguna manera he mejorado un poco su físico”.

## Biografía ficticia

### Origen
El ser que luego se llamaría Apocalipsis nació hace miles de años en Áqaba. Nació con el gen X mutante. Debido a su piel gris y labios azules, su gente lo abandonó cuando era un bebé. Fue rescatado por el demonio Baal de los Sandstormers, quien vio el poder potencial del niño y su voluntad de sobrevivir. Baal lo nombró En Sabah Nur, que Marvel traduce como "El primero". Los Sandstormers vivían según el credo de supervivencia del más apto, creyendo que solo aquellos que son lo suficientemente fuertes para sobrevivir a las dificultades y al conflicto directo son dignos de vivir. También se revela durante las Guerras del Apocalipsis que, cuando aún era un niño, En Sabah Nur era muy generoso y desinteresado, para disgusto de Baal. Evan Sabah Nur, desplazado en el tiempo, y All-New X-Men Beast intentaron salvar a En Sabah Nur, pero él permitió que lo capturaran para ayudarlos a escapar.
Al mismo tiempo, el viajero del tiempo Kang el Conquistador llega a Egipto y asume la identidad del faraón Rama-Tut. Sabiendo en quién está destinado a convertirse En Sabah Nur y dónde está, Rama-Tut envía a su general Ozymandias y un ejército para destruir a los Sandstormers y encontrar al joven Apocalipsis. En Sabah Nur y Baal resultan heridos y buscan refugio en una cueva. Antes de morir, Baal revela tecnología alienígena avanzada escondida en la cueva, dejada por los alienígenas parecidos a deidades conocidos como Celestiales. En Sabah Nur, jurando vengarse de Rama-Tut, entra en la ciudad del faraón haciéndose pasar por un esclavo y atrae la atención romántica de la hermana de Ozymandias, Nephri. Al ver la verdadera apariencia del mutante, Nephri lo rechaza y recurre a su hermano en busca de protección. La ira del desconsolado En Sabah Nur hace que sus habilidades mutantes emerjan por completo. Enfurecido, se rebautiza como Apocalipsis. Rama-Tut huye y En Sabah Nur usa la tecnología Celestial para transformar a su antiguo torturador Ozymandias en un clarividente ciego hecho de piedra viva, ahora esclavizado por Apocalipsis. A medida que pasan los años, Apocalipsis descubre que ya no envejece.
En la serie S.H.I.E.L.D. se revela que Apocalipsis, en algún momento de los días del Antiguo Egipto, unió fuerzas con la Hermandad del Escudo para defenderse con éxito de una invasión Brood. También estuvieron presentes Imhotep y un hombre que era el dios de la luna llamado Khonshu o su primer avatar/campeón de Caballero Luna.

### Primeros años
A medida que pasan los milenios, Apocalipsis viaja por el planeta Tierra, convenciendo a las civilizaciones de que él es una deidad (como resultado, inspirando diferentes mitos) y manipulándolas para que luchen en guerras. Justifica que esto fomenta "el crecimiento, el juicio y la destrucción". Apocalipsis comienza a engendrar descendencia, que fielmente le seguía como el Clan Akkaba. En algún momento, Apocalipsis se encuentra con la raza humana casi inmortal conocida como Eternos, principalmente los miembros Ikaris y Sersi, quienes se refieren a él como su "Antiguo Némesis". En diferentes puntos, Apocalipsis usa su tecnología Celestial para entrar en períodos de animación suspendida, dejando que el Clan Akkaba y Ozymandias actúen en su lugar.
En el año 1013 d. C., Apocalipsis busca destruir al Asgardiano Thor, quien sabe que le causará problemas en el futuro, según información obtenida de Rama-Tut, sin embargo, sus planes son frustrados por Odín. En el siglo XII, Apocalipsis se reencuentra con la Eterna Sersi mientras despierta poderes mutantes latentes en un cruzado llamado Bennet du Paris, también conocido como Exodus. En 1459, Apocalipsis derrota a Vlad Tepes (Vlad el Empalador) en Rumania, quien más tarde se convierte en el vampiro más conocido popularmente como el Conde Drácula.
En 1859, Apocalipsis se encuentra con el científico británico Nathaniel Essex y aprende más sobre la naturaleza de los mutantes. Apocalipsis usa su tecnología Celestial para transformar a Essex en el ser sobrehumano Mr. Siniestro. Luego obliga a Siniestro y al Club Fuego Infernal a ayudar en sus planes de conquista global, pero Siniestro concluye que estos planes son una locura y traiciona a Apocalipsis, obligándolo a volver a hibernar. En 1897, el Conde Drácula ataca al Clan Akkaba en venganza por su derrota a manos de Apocalipsis, lo que obliga al Clan a revivir a su maestro de la animación suspendida. Apocalipsis vuelve a derrotar al vampiro, esta vez con la ayuda de Abraham van Helsing. Finalmente, Apocalipsis vuelve a entrar en hibernación, esperando permanecer así durante posiblemente dos siglos, momento en el cual los mutantes deberían ser más comunes en la Tierra. La continuación de la línea Akkaba está garantizada por Ozymandias, a través de una discapacitado, pero potente, teletransportador llamado Frederick Slade, que concibió con una mujer.

### Era moderna
Apocalipsis pasa muchos años escondido, pero se despierta de su letargo debido a la llegada del misterioso mutante viajero del tiempo, Cable (irónicamente, Cable había llegado hasta el presente para evitar el despertar de Apocalipsis). Despertó casi un siglo antes de lo que había planeado, Apocalipsis decide examinar el mundo y determinar las condiciones para la prueba. Él concede poderes sobrehumanos al terrorista conocido como Moses Magnum, que es puesto a prueba luchando contra los X-Men y los Vengadores. Apocalipsis primero se cruza con el equipo original de X-Men, X-Factor cuando brevemente emplea a la Alianza del Mal y le ordena capturar al mutante Michael Nowlan. Apocalipsis planea utilizar la energía-impulso de la mutación de Nowlan para crear una raza mutante con poderes ilimitados. Este plan fue frustrado por la intervención del equipo de X-Factor.
Apocalipsis después recluta mutantes para servir como sus "Cuatro Jinetes de Apocalipsis". Entre ellos se encuentra Ángel, a quien salva del estallido de un avión, otorgándole alas artificiales (después de haber perdido sus alas naturales, que le fueron amputadas), a cambio de su servidumbre. El miembro de X-Factor renace como el Jinete de La Muerte, y se hace el líder de los Cuatro Jinetes. Apocalipsis estaba interesado en X-Factor, y los había estudiado, vigilando sus actividades, e investigando sus orígenes y motivaciones tras conocer al Profesor Charles Xavier y los X-Men. Apocalipsis explica su plan para dar rienda suelta a sus jinetes y destruir Nueva York, y ofrece a X-Factor un lugar a su lado. Al final, los Jinetes son derrotados por X-Factor, gracias a la ayuda de un Ángel reformado. Apocalipsis deja su barca celeste para ellos y, a cambio, tiene la voluntad del morlock Caliban. Posteriormente, Apocalipsis secretamente toma un cierto control sobre la nave, y empieza a luchar contra X-Factor, pero tras recuperar el control, Apocalipsis escapa con Caliban a una de sus bases en el Monte Everest.
Durante la Guerra Evolucionaria, Apocalipsis, se enfrenta al Alto Evolucionario, que se había embarcado en una búsqueda para librar al mundo de una especie menor que él sentía que impedía a la evolución seguir adelante. Creyendo que el Evolucionario interrumpiría el orden natural de las cosas, Apocalipsis comenzó la batalla con Wyndham. Después de la manipulación genética de Caliban, Apocalipsis se enfrenta al dios nórdico Loki, que quiere que se una a sus "Actos de Venganza ", pero Apocalipsis se niega y ambos luchan brevemente.

### Pecados del Futuro
Apocalipsis se entera de que Siniestro tenía la intención de crear un adversario suficientemente poderoso para destruirlo: Nathan Christopher Charles Summers, hijo de Scott Summers y Madelyne Pryor. Apocalipsis, viéndolo como una amenaza y al darse cuenta de que la energía de Nathan es la misma energía que lo despertó tantos meses antes, envía a su nuevo grupo, los Jinetes Oscuros, para secuestrar al hijo de Summers. Apocalipsis en este momento había conquistado la ciudad de Attilan, hogar de los Inhumanos, y esclavizaron a parte de su población. X-Factor, junto a la Familia Real Inhumana, ataca la fortaleza lunar de Apocalipsis. A pesar de que Apocalipsis está severamente derrotado, el joven Nathan es infectado con un virus tecno-orgánico, y es enviado al futuro con una mujer llamada Askani para ser curado.
En el futuro, Apocalipsis ha conquistado el mundo y gobernó hasta el siglo XXXIX. En ese momento, el cuerpo de Apocalipsis se había vuelto débil: él se da cuenta de la presencia del joven Nathan en esta época, pero solo consigue secuestrar a un clon del niño que los Askani habían creado. Apocalipsis planea transferir su conciencia y poder en el fuerte cuerpo del clon, pero muere en combate con el Nathan (real) adolescente. Nathan crece hasta convertirse en el guerrero llamado Cable (mientras que su clon crece hasta llegar a ser el terrorista mutante conocido como Stryfe) y viaja al pasado para evitar la futura dominación del planeta por parte de Apocalipsis.
En el presente, Apocalipsis es despertado prematuramente de su cámara de regeneración por sus Jinetes (que ahora se hacen llamar Los Jinetes Oscuros), quienes informan a su maestro que sus Jinetes han secuestrado a Cíclope y a Jean Grey, supuestamente bajo sus instrucciones (en realidad, Mr. Siniestro, quien se hacía pasar por Apocalipsis). Al intentar rejuvenecerse nuevamente, Apocalipsis casi es asesinado por Stryfe, quien había llegado en el pasado para vengarse de Apocalipsis. Después de una batalla en la Luna con sus antiguos sirvientes, los Jinetes Oscuros (que se habían unido a Stryfe), Arcángel da por muerto a Apocalipsis.
El nuevo líder de los Jinetes Oscuros, Génesis (el hijo adoptivo de Cable, que había viajado al presente para asegurar el ascenso de Apocalipsis y vengarse de su padre), planea resucitar a Apocalipsis sacrificando las vidas de la gente de las aldeas vecinas a Akkaba. Durante este tiempo, Génesis mantiene cautivo a Wolverine, quien intenta restaurar el esqueleto de adamantium perdido de Wolverine y convertirlo en un Jinete como regalo para Apocalipsis. Wolverine se libera y mata a Génesis junto con casi todos los Jinetes Oscuros. Génesis había construido un sarcófago con la imagen de Apocalipsis (que está vacío, ya que Apocalipsis ya había resucitado).

### Resurgimiento
Después de un sueño curativo largo, Apocalipsis, totalmente restaurado, se despierta con Ozymandias a su lado y aprende rápidamente del peligro presente: Onslaught. Él observa el conflicto entre la entidad psiónica y héroes de la Tierra con Uatu el Vigilante, quien sugiere a Apocalipsis un curso de acción: una alianza con quien más lo odiaba, Cable. Apocalipsis supone que Onslaught será más vulnerable a través del plano astral y que necesita a Cable para el transporte físico real a este reino. Una vez en el plano astral, Apocalipsis retira al cautivo Franklin Richards, debilitando enormemente a Onslaught. El plan tiene éxito, pero es interrumpido por la Mujer Invisible, quien había acompañado de manera invisible a la pareja, habiendo sospechado el motivo de Apocalipsis al querer matar a su hijo. Sin embargo, el respiro en la batalla le dio a Onslaught tiempo para escapar, prolongando el conflicto.
Siguiendo los eventos de la saga Onslaught, la potencia engendrada por gamma, Hulk y su alter ego humano, Bruce Banner, se dividen en dos entidades separadas: Hulk ahora recurre a la energía derivada del universo de bolsillo de Franklin Richards. Apocalipsis recluta a Hulk para que se convierta en su jinete, Guerra, con la intención de utilizar la energía del nexo de Hulk para vencer a los Celestiales. Para poner a prueba a este nuevo recluta, Apocalipsis establece la guerra contra el Nuevo Orden Mundial, una organización de gabinete en la sombra que pretende conquistar el planeta. El Nuevo Orden Mundial, a su vez, puso al Juggernaut y al Hombre Absorbente en contra de la guerra, pero ambos son fácilmente derrotados. Hulk recupera el sentido después de herir a su amigo Rick Jones. A pesar de este aparente revés, el incidente siguió siendo una victoria para Apocalipsis, ya que fue una prueba exitosa de la tecnología Celestial recién comprendida. Apocalipsis activa el mecanismo de autodestrucción de la espada de Guerra, que el Nuevo Orden Mundial había obtenido, destruyendo su cuartel general.
Más tarde, el Club Fuego Infernal despierta de su sueño profundo al Heraldo escondido durante mucho tiempo de Apocalipsis: originalmente un hombre normal, a quien Apocalipsis en el siglo XIX dejó incubar durante 100 años. Apocalipsis libera a su Jinete (Caliban) y a su escriba Ozymandias de su posesión, para que se las arreglen por sí mismos, si quieren sobrevivir a los acontecimientos venideros. Cable con Los Vengadores lucha contra el Heraldo, pero no pueden detenerlo. Entonces aparece Apocalipsis, activando una bomba dentro del Harbinger destinada a destruir toda Nueva York, pero Cable logra evitar este desastre.
Cuando Magneto, está alterando el campo magnético de la Tierra, Apocalipsis envía un Skrull haciéndose pasar por la mutante Astra (habiendo lidiado con el Astra original) para detener al Maestro del Magnetismo.
Con la intención de iniciar una guerra sin cuartel entre los seres humanos y los subterráneos Deviants que habitan en el subsuelo como parte de su plan para probar a los fuertes, Apocalipsis coloca bombas nucleares en Lemuria, lo que provoca que los Deviants muten aún más (lo que también devuelve al padre de Ikaris, Virako, a su estado original de vida). Apocalipsis lanza un ataque a San Francisco, utilizando un Deviant controlado mentalmente, Karkas, ahora un monstruo gigantesco, contra el que los Eternos se ven obligados a luchar. Apocalipsis se enfrenta a su enemigo centenario, Ikaris, que ahora es un Eterno Prime. Aunque Apocalipsis derrota a Ikaris, el Eterno logra destruir su nave y frustrar su plan.

### Los Doce
Se supone que los diarios perdidos de la mutante vidente Destiny/Destino, revelaron a los doce seres que podían derrotar a Apocalipsis de una vez por todas. Varios mutantes, que se enumeran en la profecía, son secuestrados por los Jinetes de Apocalipsis, así como por una facción de los Skrulls. La leyenda de Los Doce fue en realidad una artimaña orquestada por el propio Apocalipsis: Una vez que los Doce se reúnen, Apocalipsis tiene la intención de utilizarlos para transformarse en una entidad divina más allá de los Celestiales. Al final de este arco de la historia se revela que la forma física de Apocalipsis se ha quemado debido a la gran cantidad de energías que tiene bajo su control, lo que lo obliga a usar una armadura biológica (como su futura contraparte) y ahora planea usar a Nate Grey como un cuerpo anfitrión para que él mueva su energía y conciencia. Los X-Men se enfrentan a Apocalipsis porque está a punto de fusionarse con Nate, pero no pueden detenerlo. Cíclope empuja a Nate Grey fuera del camino y, en su lugar, se fusiona con Apocalipsis. Si bien la fusión es exitosa, el objetivo de Apocalipsis de tener un poder ilimitado no lo es e intenta completar la transformación deformando la realidad en varios escenarios (ver Era de Apocalipsis). Apocalipsis esperaba atraer a los Doce para que le otorgaran su energía, pero finalmente, los mutantes se dan cuenta de su verdadera situación y Apocalipsis se teletransporta.
Un cyborg amnésico e impotente, Cíclope, recupera el control de la forma fusionada, pero Apocalipsis comienza a resurgir. Jean y Cable son alertados de su ubicación en Egipto, donde Jean al final logra liberar a Cíclope arrancando telepáticamente la esencia de Apocalipsis del cuerpo de su marido, convirtiendo a Apocalipsis en una forma astral incorpórea, que Cable aparentemente destruye usando su psimitar.

### La Sangre de Apocalipsis
Después de los eventos del "Día-M", en que la mayoría de los mutantes perdieron sus poderes, Apocalipsis reveló estar vivo y bien. El virus techno-orgánico de Cable, se reveló como el medio por el cual el espíritu de Apocalipsis se reconstituyó. Con solo una gota de su sangre en una tina de órganos y de sangre, el virus reescribió el código genético de Apocalipsis. Apocalipsis despierta de un sueño en una tumba en Akkaba.
Apocalipsis se encuentra en un mundo con una población mutante reducida a una fracción de lo que era antes. Sólo unos pocos cientos restantes de los millones que poblaban la tierra antes de su muerte a manos de Cable. Reapariciendo en el interior de una esfinge con forma de nave, Apocalipsis se enfrenta a los X-Men con su cuadro de recién re-ensamblados Jinetes en el jardín delantero de la Mansión X. Apocalipsis ofrece los mutantes refugiados en la Mansión, un elixir, su propia sangre, siempre y cuando se unan a él. Después, Apocalipsis se acerca a los líderes mundiales en la ONU en Nueva York y emite un ultimátum: la humanidad destruirá el noventa por ciento de su propia población, poniendo al hombre y mutante al mismo nivel, o Apocalipsis desataría su meta-plaga en el mundo y destruirá a toda la humanidad.
Al final, los Jinetes de Apocalipsis están perdidos, Ozymandias lo traiciona y se ve obligado a retirarse por un asalto combinado de los X-Men y los Vengadores. Al final, se descubre que los Celestiales prestaron su tecnología a Apocalipsis, exigiendo como pago mayores sufrimientos posteriores. El intenta abrazar la muerte como un escape de su pacto de por vida, sólo para encontrarse instantáneamente resucitado y escuchar una voz: "No podemos dejarte morir. Todavía no. Es hora del Apocalipsis... es hora".
En una línea de tiempo futura, un Apocalipsis muy debilitado es atacado por Stryfe y Bishop, pero aparentemente sobrevive al ataque. Después, Apocalipsis contacta a Arcángel en el futuro y le pide que lo mate. Arcángel se niega. Pero al entrar en contacto con las cuchillas de Arcángel, Apocalipsis rejuvenece, y ofrece a unir sus fuerzas con Arcángel para matar a Stryfe, que está a punto de matar a Fuerza-X, Cable, Bishop y Hope Summers. Arcángel lleva a Apocalipsis a una nave Celestial, donde Apocalipsis es totalmente restaurado. Apocalipsis y Arcángel enfrentan y derrotan a Stryfe.

### Década de 2010
Los seguidores de Apocalipsis, el Clan Akkaba, logran producir el regreso de Apocalipsis, aunque sea en la forma de un niño que van a adoctrinar. Al enterarse del regreso de Apocalipsis, Fuerza-X trata de matarlo, pero cuando descubren que él es un niño, Psylocke decide protegerlo, creyendo que le pueden rehabilitar y formarlo como una fuerza para el bien. Sin embargo, Fantomex dispara fatalmente al niño, para gran sorpresa del resto del equipo.
En una historia de 2011, cuando X-Force logra detener a los Deathloks dentro del mundo, el hogar de todos los proyectos de armas, se revela que Ultimaton, guardián del mundo, vigila a un joven en incubación llamado En Sabah Nur, de edad avanzada. 847 días.
Durante la historia de 2012 "Dark Angel Saga", se revela que Apocalipsis había tenido un hijo con Autumn Rolfson y ella mantuvo esto en secreto de Apocalipsis por miedo a lo que él le haría. Al final de la historia, se revela que Fantomex crea un clon de Apocalipsis al que ayuda a criar a la edad de un adolescente en un mundo artificial, donde el clon conoce a Fantomex como el amable "Tío Cluster" que le enseñó a usar sus habilidades para el bien. El niño, cuyo nombre clave es Génesis, ayuda a X-force a luchar contra Arcángel y cuando la batalla termina, Fantomex lo inscribe en la Escuela de Estudios Superiores Jean Grey.

#### Evan Sabahnur
En Wolverine & the X-Men #4 (marzo de 2012), Evan Sabahnur, también conocido como Génesis, es admitido como estudiante en la Escuela de Estudios Superiores Jean Grey, donde sus compañeros notan su parecido con Apocalipsis. En se preocupa cuando un Deathlok visitante, que revela a los estudiantes su futuro probable, se muestra reacio a hacerlo con Evan. Cuando Evan lo presiona, Deathlok le informa que esto es lo que Evan debe descubrir en la escuela. Deathlok luego le dice a Wolverine que Evan tiene un gran potencial y puede ser un gran salvador o conquistador.
Después de ser llamado Kid Apocalipsis por el alumno Kid Omega/Chico Omega, Evan comienza a aprender sobre Apocalipsis y le entristece que él mismo se parezca al villano, lo que plantea la posibilidad de un futuro que Evan rechaza. Después de salvar a Angel y descubrir que posee la capacidad de ver la esencia de aquellos a quienes mira, Evan le pide que le diga qué ve cuando lo mira. Angel le dice a Evan que solo ve bondad dentro de él, lo que hace feliz a Evan, por lo que le agradece a Angel por ser un buen amigo. De hecho, Ángel mintió, ya que lo único que podía ver era la imagen oscura de Apocalipsis.
Más adelante, una nueva Hermandad de Mutantes Malignos dirigida por el hijo de Wolverine, Daken, secuestra a Evan durante una excursión a los restos de Genosha. Con la esperanza de convencer al niño para que se convierta en Apocalipsis, la Hermandad le revela que es un clon y le cuenta sobre el asesinato por parte de X-Force del niño En Sabah Nur del cual fue clonado y la falsedad de su vida bajo la tutela de Fantomex. Después de que la Hermandad revela que han matado a Fantomex y torturan aún más a Evan, Daken le dice a En que tiene una opción: ascender inmediatamente como Apocalipsis y matar a la Hermandad como venganza por la muerte del "Tío Cluster", o dejar que el resto de X-Force morir a manos de la Hermandad para vengar la muerte del niño original En Sabah Nur y para evitar que X-Force mate a Evan de la misma manera que mataron a Apocalipsis y Arcángel.
Daken le ofrece a Evan una armadura celestial de Apocalipsis para que haga lo que quiera, planeando en secreto controlar el nuevo Apocalipsis a través de las habilidades psíquicas del Rey Sombra. Después del intento fallido de Deadpool de rescatar a Evan, el niño se pone la armadura Celestial para evitar la muerte de Wolverine a manos de Daken y casi mata a los miembros de la Hermandad Sabretooth y Mystique. Enfurecido por las mentiras que le han dicho y lleno del poder recién descubierto de la armadura de Apocalipsis, Evan se prepara para atacar al propio Wolverine, pero Wolverine lo convence de la inutilidad de la venganza. Más tarde, Deadpool visita a Evan en la Escuela de Estudios Superiores Jean Grey. Deadpool le dice a Evan que no es Apocalipsis y que Deadpool siempre estará ahí para él cuando lo necesite.
Más tarde, Deadpool solicita la ayuda de Evan y Quentin para ayudarlo a salvar a su hija Eleanor Camacho del Flag-Smasher, y Evan le promete a Quentin un baño de sangre y algunas acciones para motivarlo. Se las arregla para salvar la vida de Ellie y le propone a Deadpool que deje que Quentin borre de la mente de la niña todo recuerdo de la terrible experiencia. Deadpool se niega en voz alta y, para sorpresa de Evan, lo abraza y le dice que se quede en la escuela.

### AXIS
Durante los eventos de 2014 AXIS, Evan es secuestrado por Red Skull junto con otros mutantes en la isla de Genosha. Durante una feroz batalla entre los Vengadores, los X-Men unidos, así como un grupo de villanos que intentan derrotar a Red Onslaught, Evan ayuda a Kid Omega a evitar que la telepatía de Red Onslaught afecte a los combatientes combinados. En la energía liberada cuando la Bruja Escarlata y el Doctor Doom usando el poder combinado de los hechizos de orden y caos para suprimir la personalidad de Red Skull a favor de la astilla del Profesor X que todavía existe en su cerebro, Evan asciende a la edad adulta, saliendo de los escombros con un cuerpo musculoso y amenazante y la presencia y aparición del Apocalipsis. Deadpool incluso comenta lo cambiado que está Evan. Cuando Havok y Cíclope discuten con Steve Rogers y el nuevo Capitán América sobre quién debería hacerse cargo del cuerpo de Red Skull, Evan convence a los hermanos Summers de que el Profesor X está muerto y que tienen otros problemas con los que lidiar.
Actuando como Apocalipsis, 'En' promete liderar a los mutantes en un levantamiento, reuniendo a los X-Men convertidos para que lo ayuden a tomar la Torre de los Vengadores, ahora ignorada por los Vengadores invertidos después de que capturaron a casi todos los demás héroes usando partículas Pym— para usarlo como el sitio donde detonará una 'bomba genética' basada en Celestial para acabar con todos los humanos que no porten el gen X. Con solo los villanos invertidos presentes en la confrontación original para oponerse a los X-Men y los Vengadores invertidos, la bomba genética casi detona, pero se contiene gracias al sacrificio de Carnage. Mientras Apocalipsis reflexiona sobre su fracaso, el decapitado Deadpool, convertido en una versión pacífica de sí mismo por la inversión, convence a Apocalipsis de que ahora es el momento de ser heroico, proclamando que a nadie le agradaba En Sabah Nur pero que todos apreciaban a Evan, ya que representaba la esperanza. esa educación podría vencer a la naturaleza. Inspirado por las palabras de Deadpool, Apocalipsis se vuelve contra los X-Men y los Vengadores, permitiendo a los Astonishing Avengers (junto con los héroes no invertidos Steve Rogers y Spider-Man) recuperar la Calavera Blanca y deshacer la inversión. Al final de la historia, se muestra a Evan huyendo con Deadpool.

### Guerras del Apocalipsis
Durante las Guerras del Apocalipsis, los extraordinarios X-Men viajan miles de años hacia el futuro de la Tierra para rescatar a Coloso y su equipo de jóvenes mutantes después de que estuvieran investigando la repentina aparición de seiscientas nuevas firmas mutantes en Tokio. Al llegar al futuro de la Tierra, los X-Men se encontraron en una ciudad de Nueva York destruida y pronto descubrieron que en algún momento Apocalipsis había surgido y lo que quedaba de la Tierra después de su ascensión se convirtió en el Mundo Omega, una enorme estructura compuesta de mundos burbujas. Los que sobrevivieron a las Grandes Pruebas vivieron en el Mundo Omega bajo el gobierno de Apocalipsis, ya que él funcionaba como el corazón del Mundo Omega, manteniéndolo vivo, mientras que sus Jinetes funcionaban como sus anticuerpos, limpiando la estructura de cualquier cosa que pudiera dañar a su maestro. El Mundo Omega se derrumbó como resultado de que Apocalipsis fuera fatalmente herido por Nightcrawler. Tormenta se vio obligada a llevar a Apocalipsis al presente con ellos para poder deshacer la transformación de Coloso, quien se convirtió en un Jinete; sin embargo, antes de que pudiera restaurar a Coloso a la normalidad, Apocalipsis lo teletransportó lejos y lo envió al Clan Akkaba. Se desconoce si este Apocalipsis fue en realidad una versión futura de Evan o el propio Apocalipsis usando un nuevo cuerpo anfitrión. Apocalipsis se mantuvo en X-Haven, dentro de una celda especialmente construida para contenerlo por Forja, y más tarde, después de recuperar nuevamente a Coloso, Forja intentó encontrar una manera de curarlo mediante ingeniería inversa de los poderes de Apocalipsis, pero fracasó. Durante el ataque del Devorador de Mundos al Limbo, Nightcrawler acordó liberar a Apocalipsis a cambio de una cura para su amigo. Después de devolver a Coloso a su estado normal, Nightcrawler liberó a Apocalipsis de su prisión, sin embargo, lo que Apocalipsis no esperaba era que Nightcrawler lo arrojara al vórtice creado por el Devorador de Mundos para consumir el Limbo, aparentemente matándolo en el proceso.

### Degeneración
Más tarde se revela que Apocalipsis está de regreso en la Tierra, no se revelaron detalles sobre lo que los Celestiales le hicieron, y se le muestra realizando experimentos para crear un recipiente inmortal que luego puede usar como anfitrión de su vasto poder y conciencia utilizando un modificado. antigua tecnología celestial conocida como Finch, que puede reparar la descomposición genética. Sus esfuerzos no son en vano, ya que comienza a imponer su propia conciencia a un sujeto de prueba humano, el cuarto intento, prestándole sus propios poderes regenerativos para resistir el asalto. Sin embargo, el sujeto de prueba se resiste al proceso, provocando una reacción en cadena masiva que baña a Apocalipsis y al sujeto en una ola de energía. La mente y el cuerpo de Apocalipsis están destrozados. Encuentra que su mente vaga hacia la de su nacimiento antes de que su ser se fusione, se mezcle y explote junto con esta forma humana. Una vez que la ola amaina, Apocalipsis se encuentra en una tierra nueva y extraña que deduce que fue el resultado de la explosión dentro de la máquina celestial que debe haber causado una grieta dimensional que lo arrojó a otra dimensión. También descubre que su cuerpo también ha cambiado. No solo descubre que puede sangrar, algo que debería ser imposible con su fisiología mutante resistente a las lesiones, sino que después de una pelea contra un residente de la dimensión retorcida, al que pudo derrotar, Apocalipsis descubre que su cuerpo se niega activamente. mutación fisiológica. Al necesitar respirar aire por primera vez en siglos, llega a una verdad impactante mientras observa cómo su mano cambia de su habitual apariencia mutada a una forma humana: se está volviendo humano. Después de degenerar en una forma de simio, sus sujetos de prueba humanos anteriores lo eliminan, quienes, a diferencia de él, han ascendido en forma después de haber sido fortalecidos por el propio ADN de Apocalipsis. Él y otros simios son torturados con el Finch, que fue recuperado y reparado por los sujetos de prueba humanos. Cuando el sujeto de prueba D experimenta con Apocalipsis, usa lo último de su poder mutante para tratar de transferir su mente a D y finalmente puede poseerlo, lo que devuelve a Apocalipsis su antigua gloria y se da cuenta de que no había sido transportado a otro planeta. Más bien, la explosión anterior del Finch simplemente había hecho evolucionar toda su isla sudamericana, infundiendo su genética superior en todo lo que golpeó la onda expansiva, transformándolo en la tribulación que se había visto obligado a soportar. Luego, Apocalipsis le dio una prueba a su cuerpo anfitrión perfecto mientras mataba a los sujetos de prueba restantes, mientras reducía toda la isla a escombros que fueron reclamados por el mar.
Apocalipsis fue capturado poco después por una fuerza misteriosa, que luego se revelaría como el X-Man, Nate Grey, y estaba cautivo junto con Kitty Pryde y el senador antimutante Ashton Allen.

### Amanecer de X
Durante Dawn of X, Apocalipsis acepta la invitación de Xavier para entrar en Krakoa e incluso forma parte del Consejo Silencioso, un grupo de catorce mutantes poderosos y experimentados que sirven como legisladores de la isla. Comienza a aprender magia y actúa como asesor del nuevo equipo de Excalibur. Parece haber ideado una manera de restaurar los poderes de aquellos que fueron despojados por el hechizo de la Bruja Escarlata, pero para hacerlo, estos ex-mutantes necesitan demostrar que son dignos de recuperar sus poderes. Por lo tanto, Apocalipsis creó el "Crucible", una prueba de combate a muerte, donde se espera que el exmutante pierda para pasar todo mientras Apocalipsis los incita sobre la debilidad que creó la pérdida de sus poderes.
También se revela que en un punto incierto en el pasado distante, aparentemente antes de que En Sabah Nur se fusionara con la tecnología Celestial, conoció y se casó con su esposa Génesis. Junto con la hermana de Génesis, Isca, encontraron y poblaron una isla viviente conocida como Okkara. Con el paso del tiempo, él y Génesis concibieron cuatro hijos, dos hijos y dos hijas que finalmente se convirtieron en sus primeros jinetes cuando la isla fue dividida por una fuerza que empuñaba la Espada Crepuscular. Luego, Apocalipsis y su familia lideraron a la población mutante para luchar contra los demonios invasores provenientes de la realidad infernal de Amenth. Durante la guerra, el líder de los enemigos, Annihilation, intentó hacer un tratado de paz con los mutantes ofreciéndoles un regalo, pero solo si primero pasaban una prueba. Génesis pareció pasar fácilmente la prueba, pero el regalo que Annihilation le susurró a Génesis no fue revelado. Al final, Génesis, los Jinetes y Arakko decidieron mudarse a Amenth para contener a las fuerzas de Amenthi y negar el acceso de Aniquilación a la Tierra sellando el abismo, mientras dejaban atrás a Apocalipsis, ya que no era lo suficientemente fuerte, en gran medida para su dolor y el de Krakoa. Sin embargo, antes de que Génesis fuera a Amenth, le hizo prometer a Apocalipsis que encontraría y juzgaría a los mutantes sucesivos en los años siguientes para ayudarlos a luchar contra la amenaza.

## Poderes y habilidades
Apocalipsis es un antiguo mutante que se mejoró aún más después de fusionarse con la tecnología Celestial y obtuvo en el proceso una variedad de habilidades sobrehumanas. También se encuentra entre las raras subespecies de mutantes que poseen el don adicional de la inmortalidad. Tiene control total sobre las moléculas de su cuerpo, lo que le permite alterar su forma según le convenga, como permitir que su cuerpo se vuelva extremadamente maleable y flexible, mejorar sus habilidades físicas, transformar sus extremidades en armas, alas o jets, se regeneran a partir de heridas mortales, generan una amplia gama de poderes a voluntad y adaptan su cuerpo aparentemente a cualquier enfermedad o entorno hostil. También puede proyectar y absorber energía y es capaz de realizar tecnopatía, pudiendo interactuar directamente con las diversas tecnologías que tiene a su disposición. Gracias a la ayuda de sus habilidades mutantes que le permiten un control total sobre su cuerpo, cámaras especiales de "regeneración", tecnología Celestial, y cuerpos cambiantes, Apocalipsis ha mejorado aún más sus habilidades y ahora puede generar casi cualquier poder mutante a su voluntad.
Aparte de sus poderes sobrehumanos, Apocalipsis es extraordinariamente inteligente y un genio científico con conocimientos en diversas áreas de la ciencia y la tecnología, incluidas la Física, Ingeniería, Genética y Biología, las cuales son más avanzadas que la ciencia convencional. Apocalipsis tiene conocimiento de la tecnología celestial que utiliza para sus propias aplicaciones, como alterar mutantes o humanos. Apocalipsis también es un hábil demagogo y un gran estratega.
La sangre de Apocalipsis puede curar a otros mutantes, pero es fatal para los humanos. Su sangre también puede restaurar a sus descendientes mutantes como es visto cuando una gran dosis de la sangre de Apocalipsis regenera la parte perdida del cuerpo de Chamber, y le dio un aspecto similar a Apocalipsis. Se dio a entender que esto evolucionó el poder de Chamber al Nivel Omega.

## Reception
- En 2017, WhatCulture clasificó a Apocalipsis en el primer lugar en su lista de los "10 villanos más malvados de X-Men".[96]
- En 2018, CBR.com clasificó a Apocalipsis en el primer lugar en su lista "Age Of Apocalypse: Los 30 personajes más fuertes en el mundo alternativo más genial de Marvel".[97]
- En 2018, CBR.com clasificó a Apocalipsis en segundo lugar en su lista de los "20 mutantes más poderosos de los años 80".[98]

## Otras versiones
El personaje aparece en varios asuntos de What If...?.

### Era de Apocalipsis
En este universo o error temporal, Apocalipsis despierta diez años antes de que llegara Cable, y es testigo de la muerte accidental de Charles Xavier a manos de su hijo Legión. Él ataca a la humanidad, y conquista de gran parte del mundo. Apocalipsis se convierte en un tirano con poder casi absoluto. Su única oposición son los X-Men, que ante la ausencia de Xavier, han sido fundados por Magneto. Apocalipsis descubre más tarde que esta línea temporal es un error cronológico e intenta evitar que sea erradicada. Al final los X-Men evitan el asesinato de Xavier en el pasado, y la "Era de Apocalipsis" aparentemente desaparece. Apocalipsis es derrotado por Magneto. En este universo, se alega que su hijo es Holocausto/Némesis.

### Mutante X
En el universo Mutant X, Apocalipsis es un aliado de los X-Men.

### Ultimate Marvel
El título del sello Ultimate Marvel presenta una versión alternativa de Apocalipsis, que es una entidad adorada por Siniestro. Después de completar una serie de asesinatos, Siniestro se transforma en Apocalipsis que pretende conquistar el planeta. Los héroes no pueden derrotarlo hasta que aparece la Fuerza Fénix y lo destruye. Aunque sus habilidades nunca se expresan directamente en total, se demuestra que es capaz de negar otros poderes mutantes, adaptar poderes mutantes a los suyos exponiéndose a ellos y "evolucionar" mientras se lucha contra él. Tras un fuerte asalto por parte de los X-Men, Los Cuatro Fantásticos y las fuerzas de S.H.I.E.L.D., emerge de una explosión en una versión roja y plateada de su tradicional armadura de batalla cibernética azul. También es capaz de adaptarse y superar el ataque psíquico del profesor Xavier a pesar de su entrenamiento durante su estancia en el futuro con Cable. Cable da la implicación más concreta de que la evolución es el elemento principal de sus poderes cuando comenta que Xavier debe matar a Apocalipsis rápidamente antes de que se adapte a sus ataques y se vuelva inmune a la telepatía. Apocalipsis finalmente es disipado por Fénix mientras deja vivo al Sr. Siniestro. Se desconoce su naturaleza real: se proclama a sí mismo como el primer mutante (como en la serie principal) y las lecturas de Fénix lo retratan como un ser antiguo, pero esto luego se contradice con la revelación de Nick Fury en Ultimatum, que explica que los mutantes son una creación reciente de los humanos. Sin embargo, más tarde aparece nuevamente como parte de la psicosis de Siniestro.

### House of M
En el universo House of M creado por Bruja Escarlata, Apocalipsis fue instalado como gobernante del norte de África por Magneto. Aparentemente fue asesinado por Black Bolt después de un intento fallido de asesinar al Rey T'Challa a instancias de Magneto.

### Era heroica
En la historia de "Heroic Age" de 2010, versiones de Apocalipsis y sus Jinetes de un posible futuro aparecen en la Torre de los Vengadores después de que Kang rompe el tiempo. Después de una pelea con los Vengadores, él y sus Jinetes desaparecen.

### Guerra del Mesías
En una línea de tiempo futura vista en la historia de 2009 "Guerra del Mesías", un Apocalipsis muy debilitado es atacado por Stryfe y Bishop, pero sobrevive al ataque. Luego, Apocalipsis contacta a Arcángel en el futuro y le ruega que lo mate. Arcángel se niega y, en cambio, le entrega algunas de sus alas tecno orgánicas y le dice a Apocalipsis que ya no tiene ningún control sobre él. Al entrar en contacto con las espadas, Apocalipsis rejuvenece y se ofrece a unir fuerzas con Arcángel para matar a Stryfe, quien está a punto de matar a X-Force, Cable, Bishop y Hope Summers. Arcángel lleva a Apocalipsis a una nave celestial, donde Apocalipsis se recupera por completo y quiere vengar lo que Stryfe le hizo. Justo cuando Stryfe está a punto de tomar Hope para sí mismo, Apocalipsis y Arcángel confrontan y derrotan a Stryfe. Apocalipsis deja a Hope bajo el cuidado de Cable, pero dice que finalmente regresará por ella. Apocalipsis luego se lleva a Stryfe, con la intención de usarlo como un nuevo cuerpo anfitrión. Stryfe logra escapar y viaja en el tiempo hasta el presente.

### Amalgam Comics
Apocalipsis se fusiona con Ra's al Ghul de DC Comics para conformar a Ra's Apocalypse.

## En otros medios

### Televisión
- Apocalipsis apareció como villano recurrente en la serie animada de los X-Men. Dado que es inmortal, aparece tanto en el presente como en el futuro lejano de Cable.
- También apareció en la serie X-Men: Evolution con la voz de David Kaye, fue mencionado por primera vez en la segunda temporada, luego pasó a ser el principal antagonista de la tercera y cuarta temporada. Representado como el primer mutante del mundo, Apocalipsis posee varios poderes que lo hacen casi invencible, como la telepatía, telequinesis, tecnopatía, inmortalidad, invulnerabilidad, la capacidad de volar, cambio de forma, alteración del tamaño, manipulación de la materia y la energía, fuerza y velocidad mejoradas.

Durante la época en que el faraón Rama-Tut utilizó una especie de tecnología para conquistar Egipto, un pequeño bebé mutante de piel gris fue abandonado en el desierto, posteriormente la tribu de guerreros bandidos liderados por Baal lo encontró. Baal reconoció el potencial del niño y lo nombró En Sabah Nur, término egipcio que significa "El primero". Nur creció bajo el entrenamiento de Baal hasta convertirse en un poderoso guerrero que no tenía rival en combate, sus atributos físicos eran descritos como algo “sobrenatural”. Los relatos sobre el poder de Nur pronto llegaron a oídos del faraón quien lo vio como una amenaza para su gobierno que debía ser destruida, por eso envió a su ejército a matarlo. Los bandidos fueron masacrados durante la batalla a pesar de la ayuda de En Sabah Nur. El trauma de ver a Baal asesinado hizo que Nur estallara en furia, como resultado mató a todas las fuerzas del faraón y tomó el nombre de "Apocalipsis". Luego comenzó a perseguir al faraón Rama-Tut quien desapareció misteriosamente, sin embargo Apocalipsis descubrió una nave dejada por el faraón y dentro de la nave había un dispositivo llamado El Ojo de las Eras (Eye of Ages en inglés). Con la intención de usarlo para convertir a todos los humanos de la Tierra en mutantes, Apocalipsis entra en el ojo pero al activarlo, este absorbe gran parte de su energía vital dejándolo muy débil. Entonces los sumos sacerdotes de Apocalipsis, temerosos de su poder, aprovecharon la oportunidad para encerrarlo dentro de la máquina convirtiendo El Ojo de las Eras en su ataúd, posteriormente lo transportaron hasta el Himalaya y lo sepultaron sellando su tumba detrás de tres puertas místicas. Miles de años después, Apocalipsis se contactó telepáticamente con el hipnotista Mesmero, y lo reclutó con el fin de conseguir las tres llaves que se requieren para liberarlo. Cuando los X-Men y los Acólitos de Magneto descubren que Rogue está siendo controlada por Mesmero después de que ella los atacara para absorber sus poderes, unen fuerzas en un intento de detener el despertar de Apocalipsis. A pesar de eso, Mesmero finalmente logra liberar a Apocalipsis de su cripta manipulando a Mystique y a Rogue. Días después, Apocalipsis se fusiona con la tecnología futurista de Rama-Tut, convirtiéndose en un ser cibernético azul, luego retoma su plan de usar el Ojo de las Eras para convertir a cada ser humano de la Tierra en mutantes. Con este fin, Apocalipsis desde la Esfinge, usa tres pirámides ubicadas en México, China y Egipto que había desenterrado previamente para transmitir los efectos mutantes del Ojo de las Eras en todo el mundo. Apocalipsis luego convierte a Magneto, el Profesor X, Tormenta y Mystique en sus Cuatro Jinetes para defender las tres pirámides y su base escondida debajo de la Esfinge. Los X-Men luego reúnen a sus aliados (incluyendo los Centinelas modificados bajo las órdenes de S.H.I.E.L.D.) y se enfrentaron a Apocalipsis y sus jinetes. Al final de la batalla, Rogue detiene a Apocalipsis usando los poderes que había absorbido de Leech para anular temporalmente sus habilidades mutantes y dejarlo atrapado en el Ojo de las Eras. Después llega Wolverine y daña el sistema de control de la nave, enviando a Apocalipsis a un tiempo desconocido.
- Apocalipsis ha hecho un cameo en la serie animada Wolverine and the X-Men. En "Shades of Grey", se revela que es el maestro secreto de Mr. Siniestro. En "Foresight", Apocalipsis aparece en el futuro junto a Siniestro y un X-Man. Apocalipsis originalmente iba a servir como el principal antagonista de la segunda temporada, pero la serie fue cancelada.
- Apocalipsis aparece en el final de la primera temporada de X-Men '97. Aparece como En Sabah Nur cuando los X-Men son transportados a Egipto en el año 3000 a. C. y en la escena de mitad de créditos donde saquea los restos de Genosha y saca una de las cartas de Gambito. Adetokumboh M'Cormack interpreta a En Sabah Nur, mientras que Ross Marquand interpreta el Apocalipsis actual.

### Películas
- Apareció en una escena poscréditos de X-Men: días del futuro pasado (2014) como un joven construyendo las pirámides y alabado por los egipcios como "En Sabah Nur" y al frente venían sus 4 Jinetes. Fue interpretado por el joven actor Brendan Pedder.[115][116]
- Apocalipsis es el villano principal en la película X-Men: Apocalipsis (2016), interpretado por el actor guatemalteco Oscar Isaac. Su estreno fue el 27 de mayo de 2016. En esta versión, demuestra varias capacidades, tales como la telepatía, telequinesis, tecnopatía, la teletransportación, factor curativo, manipulación de la materia, puede crear un escudo de poder y tiene la habilidad de amplificar los poderes de otros mutantes. Es el primer y más poderoso mutante del mundo, surgió en tiempos prehistóricos y fue adorado como varios dioses. Se fusionó con un traje de batalla celestial y desarrolló alguna forma de tecnología que le permitió transferir su esencia a los cuerpos de otros, que usualmente eran otros mutantes para poder amasar sus poderes; los registros históricos hacen referencia a sus "Cuatro Jinetes", y cómo la destrucción siempre siguió en su estela. Cuando fue trasladado al cuerpo de un mutante con un factor curativo, algunos de sus seguidores humanos lo traicionaron y lo atraparon debajo de su pirámide, y Apocalipsis permaneció dormido durante milenios hasta que fue despertado accidentalmente en 1983. Luego de despertar, defendió a Ororo Munroe de unos vendedores armados que querían vengarse de ella por robarles. En agradecimiento, ella lo lleva hasta su casa, en ese momento Apocalipsis usa su poder de tecnopatía para sintonizar todos los canales de TV en el mundo dentro de su cabeza y aprender sobre la historia de la humanidad, gracias a eso, llegó a la conclusión de que la raza humana ha perdido el camino, entonces recluta a Tormenta convirtiéndola en su primer jinete (que representaría a hambre). Posteriormente reclutó a Psylocke, Ángel y Magneto, como sus Cuatro Jinetes (peste, muerte y guerra, respectivamente), alegando que tiene la intención de construir un mundo donde sólo los fuertes sobrevivan. Cuando Charles Xavier se pone en contacto psíquicamente con Magneto, Apocalipsis detecta su presencia y se conecta con la mente de Xavier para controlarlo y lo utiliza haciendo que los gobiernos del mundo lancen todos los misiles nucleares de la Tierra al espacio, evitando que los humanos se rebelen contra él. Después de secuestrar a Xavier, Apocalipsis intenta transferir su conciencia al cuerpo del profesor para avanzar más en su telepatía y tomar el control de cada mente en el planeta, pero los nuevos X-Men: Mystique, Bestia, Cíclope, Jean Grey, Nightcrawler y Quicksilver, el hijo de Magneto llegan para enfrentarlo. Durante la batalla final, Nightcrawler teletransporta a Xavier lejos del equipo de transferencia de Apocalipsis, mientras que los otros X-Men se enfrentan a los Cuatro Jinetes. Cuando Ángel es derrotado más tarde, Tormenta se vuelve contra Apocalipsis al ver el desprecio que este muestra por su "seguidor leal", y Magneto se convence más tarde de traicionar también a Apocalipsis, resultando en que el villano sea atacado por todos los X-Men mientras Xavier lo enfrenta en una batalla telepática en el plano astral. Finalmente es derrotado cuando Xavier anima a Jean a aprovechar todo su poder, ella lanza una llamarada que rompe el escudo de poder de Apocalipsis y lo incinera con la ayuda de Cíclope, Tormenta, y Magneto. Antes de morir quemándose por completo debido a los múltiples ataques, Apocalipsis se asusta y augura lo peligroso que será la liberación del poder de Jean diciendo "todo se ha revelado".[117]

### Videojuegos
- X-Men: Mutant Apocalypse
- X-Men vs. Street Fighter
- Marvel Super Heroes vs. Street Fighter* X-Men: Mutant Academy (Game Boy)
- X-Men: Reign of Apocalypse
- X-Men Legends
- X-Men Legends II: Rise of Apocalypse
- Marvel Avengers Alliance
- Marvel Future Fight
- Marvel Contest of Champions

### Posible inspiración
Casualmente en 1985 se estrena un film fantástico llamado "El Torreón" de Michael Mann, donde aparece un ser fantástico demasiado parecido a lo que después en 1986 ve la luz en los cómics como "Apocalipsis".